# Jayden Nelson
Pour les articles homonymes, voir Nelson.
Jayden Nelson, né le 26 septembre 2002 à Brampton en Ontario, est un joueur international canadien de soccer. Il évolue au poste d'attaquant aux Whitecaps de Vancouver.

## Biographie

### En club

#### Débuts au Toronto FC
Natif de Brampton, Jayden Nelson commence à jouer au soccer au Brampton SC. En 2016, il intègre l'académie du Toronto FC. 
Il signe son premier contrat professionnel le 27 septembre 2018, lorsqu'il rejoint l'équipe réserve, le Toronto FC II pour la saison 2019 de la USL League One. Le 5 avril 2019, il fait ses débuts professionnels en USL League One à l'occasion d'une victoire de 2-0 contre Orlando City B. Lors de ce match, Jayden Nelson entre à la 82e minute de la rencontre, à la place de Jacob Shaffelburg. Le 12 juillet, il dispute son premier match en tant que titulaire, et délivre sa première passe décisive en faveur de son coéquipier Jordan Perruzza, lors d'une victoire de 3-0 contre le Tormenta de South Georgia.
Il signe avec le Toronto FC son premier contrat en tant que Homegrown Player le 23 janvier 2020.
En fin d'année 2021, il effectue un test dans le club belge du RSC Anderlecht, il y joue un match avec les U21 du club contre ceux du RWDM (match gagné 2-1). Toutefois, il ne signera pas de contrat en faveur du club belge et est donc retourné dans son club du Toronto FC.
Le 20 septembre 2022, il est classé vingtième au palmarès 2022 des 22 joueurs de moins de 22 ans en MLS.

#### Passage compliqué en Europe
Fort d'une saison 2022 réussie, Jayden Nelson est transféré au Rosenborg BK, formation d'Eliteserien, le 8 février 2023. Le montant du transfert est estimé à environ un million d'euros selon le site spécialisé Transfermarkt.

### En sélection
En avril 2019, Jayden Nelson participe au Championnat de la CONCACAF des moins de 17 ans. Lors de ce tournoi, il dispute six rencontres et inscrit cinq buts dont un triplé face au Guatemala. Le Canada est éliminé en demi-finale par les États-Unis. Puis, en octobre 2019 il participe à la Coupe du monde des moins de 17 ans qui se déroule au Brésil avec l'équipe du Canada des moins de 17 ans. Lors du mondial, il dispute trois rencontres. Le 10 décembre, il est nommé jeune joueur canadien de l’année.
En janvier 2020, Jayden Nelson est convoqué pour la première fois en équipe du Canada par le sélectionneur national John Herdman, pour des matchs amicaux contre la Barbade et l'Islande. 
Le 7 janvier 2020, il honore sa première sélection contre la Barbade. Lors de ce match, Jayden Nelson entre à la 67e minute de la rencontre, à la place de Jay Chapman,. Le match se solde par une victoire 4-1 des Canadiens. Trois jours plus tard, lors du deuxième match face à la Barbade, il inscrit son premier but en sélection à la 86e minute de la rencontre, et devient le deuxième plus jeune buteur du Canada après qu’il a intercepté le dégagement de Liam Brathwaite (victoire 4-1).

## Statistiques

### Statistiques détaillées
| Saison                | Club                   | Championnat           | Championnat | Championnat | Championnat | Coupe(s) nationale(s) | Coupe(s) nationale(s) | Coupe(s) nationale(s) | Compétition(s) continentale(s) | Compétition(s) continentale(s) | Compétition(s) continentale(s) | Compétition(s) continentale(s) | Séries | Séries | Séries | Canada | Canada | Canada | Total | Total | Total |
| Saison                | Club                   | Division              | M.          | B.          | P.d.        | M.                    | B.                    | P.d.                  | Comp.                          | M.                             | B.                             | P.d.                           | M.     | B.     | P.d.   | M.     | B.     | P.d.   | M.    | B.    | P.d.  |
| 2019                  | Toronto FC II          | USL1                  | 14          | 0           | 3           | -                     | -                     | -                     | -                              | -                              | -                              | -                              | -      | -      | -      | -      | -      | -      | 14    | 0     | 3     |
| 2021                  | Toronto FC II          | USL1                  | 8           | 3           | 1           | -                     | -                     | -                     | -                              | -                              | -                              | -                              | -      | -      | -      | -      | -      | -      | 8     | 3     | 1     |
| Sous-total            | Sous-total             | Sous-total            | 22          | 3           | 4           | -                     | -                     | -                     | -                              | -                              | -                              | -                              | -      | -      | -      | -      | -      | -      | 22    | 3     | 4     |
| 2020                  | Toronto FC             | MLS                   | 7           | 0           | 0           | -                     | -                     | -                     | -                              | -                              | -                              | -                              | 1      | 0      | 0      | 3      | 1      | 0      | 11    | 1     | 0     |
| 2021                  | Toronto FC             | MLS                   | 7           | 0           | 0           | -                     | -                     | -                     | -                              | -                              | -                              | -                              | -      | -      | -      | -      | -      | -      | 7     | 0     | 0     |
| 2022                  | Toronto FC             | MLS                   | 31          | 1           | 2           | 4                     | 0                     | 1                     | -                              | -                              | -                              | -                              | -      | -      | -      | 1      | 0      | 0      | 36    | 1     | 3     |
| Sous-total            | Sous-total             | Sous-total            | 45          | 1           | 2           | 4                     | 0                     | 1                     | -                              | -                              | -                              | -                              | 1      | 0      | 0      | 4      | 1      | 0      | 54    | 2     | 3     |
| 2023                  | Rosenborg BK           | Eliteserien           | 24          | 4           | 5           | 2                     | 0                     | 1                     | C4                             | 3                              | 2                              | 0                              | -      | -      | -      | 1      | 1      | 0      | 30    | 7     | 6     |
| 2024                  | Rosenborg BK           | Eliteserien           | 11          | 1           | 1           | 3                     | 1                     | 1                     | -                              | -                              | -                              | -                              | -      | -      | -      | -      | -      | -      | 14    | 2     | 2     |
| Sous-total            | Sous-total             | Sous-total            | 35          | 5           | 6           | 5                     | 1                     | 2                     | -                              | 3                              | 2                              | 0                              | -      | -      | -      | 1      | 1      | 0      | 44    | 9     | 8     |
| 2024-2025             | SSV Ulm (prêt)         | 2. Bundesliga         | 6           | 0           | 0           | -                     | -                     | -                     | -                              | -                              | -                              | -                              | -      | -      | -      | -      | -      | -      | 6     | 0     | 0     |
| 2025                  | Whitecaps de Vancouver | MLS                   | 15          | 2           | 5           | 2                     | 0                     | 1                     | CCC                            | 7                              | 0                              | 2                              | -      | -      | -      | 3      | 0      | 0      | 27    | 2     | 8     |
| Total sur la carrière | Total sur la carrière  | Total sur la carrière | 123         | 11          | 17          | 11                    | 0                     | 4                     | -                              | 10                             | 2                              | 2                              | 1      | 0      | 0      | 8      | 2      | 0      | 153   | 15    | 23    |

## Distinctions individuelles
- Élu jeune joueur canadien de l'année en 2019